# کارل رادا
کارل رادا (چکی: Karel Rada؛ زادهٔ ۲ مارس ۱۹۷۱) بازیکن سابق و مربی فوتبال اهل جمهوری چک است.
از باشگاه‌هایی که در آن بازی کرده‌است می‌توان به باشگاه فوتبال ترابزون‌اسپور، باشگاه فوتبال اسلاویا پراگ، باشگاه فوتبال بوهمیانس ۱۹۰۵، دوکلا پراگ، باشگاه فوتبال آینتراخت فرانکفورت، باشگاه فوتبال سیگما اولوموتس، و باشگاه فوتبال تپلیس اشاره کرد.
وی همچنین در تیم ملی فوتبال جمهوری چک بازی کرده‌است.